# Ester
Ester (em hebraico : אסתר), também conhecida como Hadassa bat Avihail, é a heroína homônima do Livro de Ester, incluído na Bíblia Hebraica. Ela foi esposa do rei persa Assuero (identificado como Xerxes I).

## Nome
Segundo o Livro de Ester, essa mulher originária da Judeia, chamava-se Hadassa, que significa mirta em hebraico. Quando ela entra para o harém real, recebe o nome de Ester, que possivelmente era a designação dada à mirta, pelos medos (a palavra é bastante próxima da raiz do termo que designa tanto "mirta" como "estrela", a forma da flor). O Targum de Ester liga seu nome à palavra persa para "estrela", ستاره  setareh (em grego, αστέρας, transl. astéras), explicando que ela era chamada assim por ser tão bela como "a estrela da manhã". No Talmude (Tratado Yoma 29a), Ester é comparada à "estrela da manhã" e é também considerada como tema do Salmo 22, cuja introdução é uma "canção para a estrela da manhã". Alguns estudiosos acreditam que o nome Ester deriva da deusa Istar, sendo Astorete um segundo nome dado pela bíblia hebraica para a deusa Istar.
O Midraxe interpreta o nome Ester em hebraico como tendo o sentido de "escondido". Ester escondia sua origem judia, conforme Mordecai lhe havia aconselhado.

## Narrativa bíblica

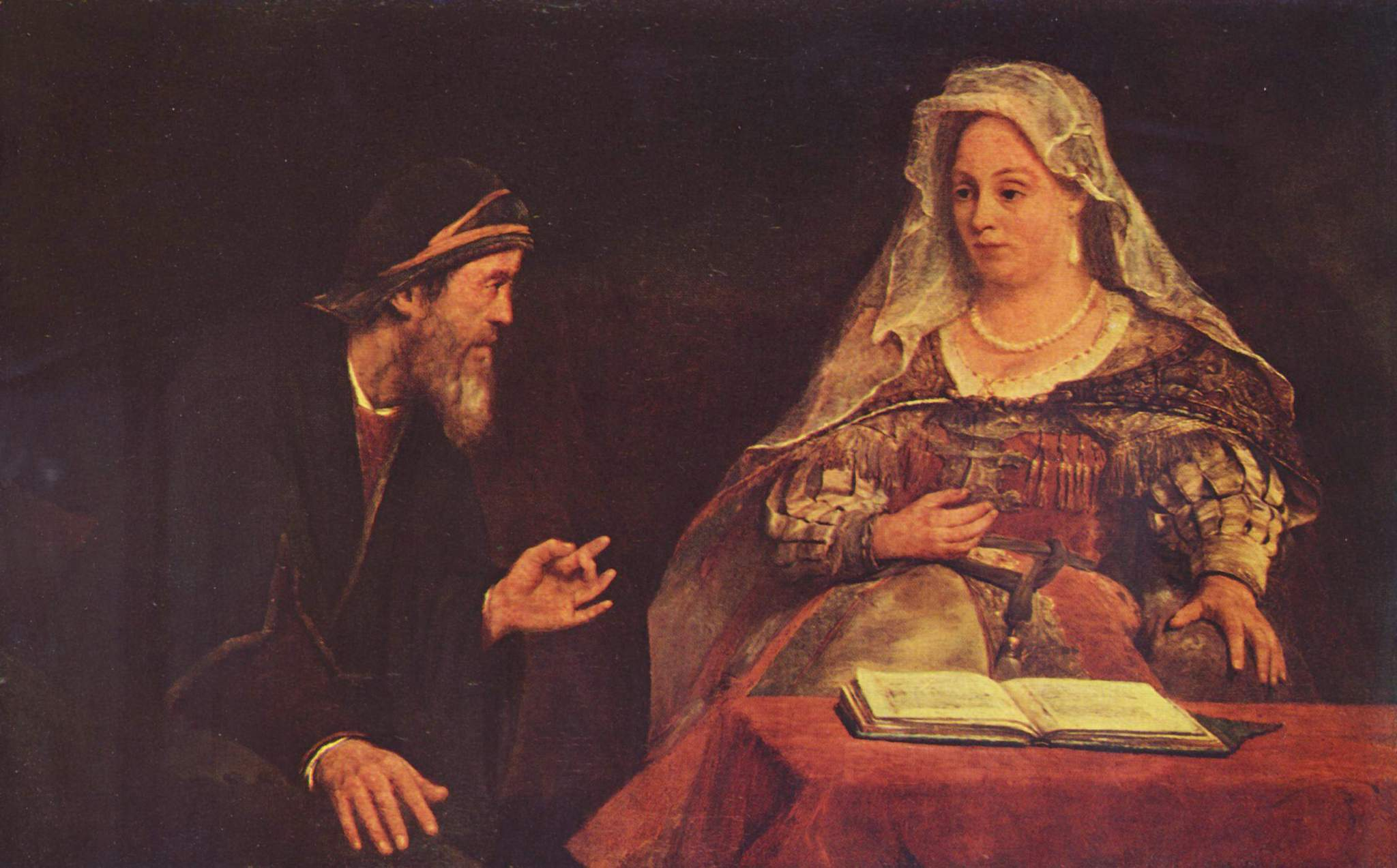
Ester e Mordecai, por Aert de Gelder

Ester era filha de Abiail da tribo de Benjamim, uma das duas tribos que constituíam o Reino de Judá antes de sua destruição pelos babilônios e das deportações da elite do reino para as províncias do Império Persa.
No início da narrativa, Ester morava com seu primo Mordecai, que ocupava uma função administrativa no palácio do rei persa, em Susã. Quando a rainha Vasti/Améstris foi deposta, os funcionários do rei foram designados a levar-lhe as moças virgens para que escolhesse a que mais lhe agradasse. Conforme a tradição judaica de não se casar com povos pagãos, que não adoravam ao Deus dos Judeus, Mordecai não queria que Ester participasse na seleção, mas sua beleza chamou a atenção dos funcionários do rei, de modo que levaram-na. Mordecai não poderia impedir tal acontecimento visto que eles eram apenas estrangeiros na terra. Ester é a escolhida, tornando-se esposa de Assuero/Xerxes I. Quando o ministro Hamã decide exterminar os judeus do reino, Ester está em uma condição privilegiada para pedir ao rei que anule o decreto de seu ministro.
Ester usou a influência que tinha como rainha para impedir o extermínio do seu povo. Ela descobriu que havia sido emitido um decreto oficial que especificava um dia em que todos os judeus que viviam no Império Persa seriam mortos. Esse plano perverso foi ideia de Hamã, que servia como primeiro ministro. (Ester 3:13-15; 4:1, 5) Com a ajuda de Mordecai, seu primo mais velho, Ester revelou o plano ao seu marido, o rei Assuero/Xerxes I, mesmo correndo risco de vida. (Ester 4:10-16; 7:1-10) Daí, o rei Assuero/Xerxes I permitiu que Ester e Mordecai emitissem um outro decreto, autorizando os judeus a se defender. Os judeus derrotaram os seus inimigos com sucesso. — Ester 8:5-11; 9:16, 17.

## Na mídia

### No cinema
- Uma Noite com o Rei, de Michael O. Sajbel (2006).
- Esther, de Amos Gitai (1986).

### Na teledramaturgia
- A História de Ester de 1998.
- A História de Ester de 2010.
- A Rainha da Pérsia de 2024.